# 長野県道326号槍ヶ岳線
長野県道326号槍ヶ岳線（ながのけんどう326ごう やりがたけせん）は、槍ヶ岳山頂から長野県大町市大町を結ぶ一般県道。七倉より先は一般車通行止めであり、東京電力の管理用車両も高瀬ダムの最上流までしか入れない。

## 概要

### 路線データ
- 起点：槍ヶ岳山頂
- 終点：長野県大町市大町（一中東交差点、国道147号・国道148号交点）

## 通過する自治体
- 長野県大町市

## 接続・交差する道路
- 国道147号
- 国道148号（一中東交差点）

## 周辺
- 湯俣温泉
- 高瀬ダム
- 高瀬渓谷
- 七倉温泉
- 七倉ダム
- 葛温泉
- 大町ダム